# Erik Lindgren (skådespelare)
Se även Erik Lindgren (kommunalborgmästare), Erik Lindgren (ishockeyspelare) och Erik Lindgren (lexikograf).
Erik Mattias Lindgren, född 9 augusti 1972 i Bromma, Stockholm, Stockholms län, är en svensk tidigare barnskådespelare.

## Biografi
Lindgren valdes ut till huvudrollen i Rasmus på luffen bland 700 sökande pojkar. Han spelade även en huvudroll när Gösta Knutssons barnbok Pelle Svanslös i Amerika filmades. Efter sin medverkan i Rasmus på luffen var han med i Folkans uppsättning av Snövit och de sju dvärgarna, där han spelade dvärgen Kloker. På 90-talet medverkade han i ett avsnitt av TV-programmet 7–9 (där han var en av fyra tidigare barnstjärnor från Astrid Lindgren-filmatiseringar) som tävlade i en frågesport om Lindgren.

## Filmografi
- 1986 – Rasmus på luffen (TV-serie)
- 1985 – Vägen till Gyllenblå! (TV-serie)
- 1985 – Taran och den magiska kitteln (röst till Taran i dubbningen från 1985)
- 1985 – Originalinspelning från filmen Pelle Svanslös i Amerikatt (LP) (röst)
- 1985 – Pelle Svanslös i Amerikatt (röst)
- 1982 – Pelle Svanslös på nya äventyr (LP) (röst)
- 1981 – Rasmus på luffen

## Teater

### Roller
| År   | Roll   | Produktion                                | Regi      | Teater |
| ---- | ------ | ----------------------------------------- | --------- | ------ |
| 1983 | Kloker | Snövit och de sju dvärgarna Beppe Wolgers | Stig Olin | Folkan |